# Martim Pires Machado
Martim Pires Machado (1200–?) foi um alcaide e nobre medieval do Reino de Portugal. Exerceu o cargo de Alcaide-mor do Castelo de Lanhoso. 
Foi o primeiro da sua linhagem a utilizar o apelido Machado. Deveu-se o facto ao querer prestar homenagem à Memoria de seu avo (D. Mem Moniz de Gandarei) romper com hum machado as Portas da mediaval cidade de Santarem.

## Relações familiares
Foi filho de Pedro Mendes de Gandarei e de Elvira Martins de Riba de Vizela. Casou com Maria Pires Moniz ou de Cabreira, filha de Pedro Moniz, neta de D. Maria Moniz de Ribeira e, por esta, bisneta de Monio Osorez de Cabreira e sua mulher Maria Nunes de Grijó, de quem teve:
- Martim Martins Machado, casado com Loba Gomes de Pombeiro.[5][2][a]
- Pedro Martins Machado, rico-homem, regedor das Justissas do rei D. Sancho I.[5][2]